# 博加德鎮區 (密蘇里州亨利縣)
博加德鎮區（英語：Bogard Township）是位於美國密蘇里州亨利縣的一個行政鎮區。

## 地方資料
博加德鎮區的面積為109.17平方千米，當中陸地面積為108.84平方千米，而水域面積為0.33平方千米。根據2020年美國人口普查的數據，當地共有人口666人，而人口密度為每平方千米6.1人。